# کوریگرام-۴
کوریگرام-۴ (به لاتین: Kurigram-4) یک منطقهٔ مسکونی در بنگلادش است که در ناحیه کوریگرام واقع شده‌است.